# Axel Källberg
Axel Källberg (Närpes, 24 ottobre 2003) è un ciclista su strada e pistard finlandese che corre per il Lucky Sport Cycling Team. Specialista delle cronometro, è attivo in formazioni UCI dal 2022.

## Palmarès

### Strada
- 2020 (Juniores)

Campionati finlandesi, Prova in linea Juniores

## Piazzamenti

### Competizioni mondiali
- Campionati del mondo su strada

Fiandre 2021 - Cronometro Junior: 48º
Fiandre 2021 - In linea Junior: ritirato
Glasgow 2023 - Cronometro Under-23: non partito
Glasgow 2023 - In linea Under-23: 62º
Zurigo 2024 - Cronometro Under-23: 30º
Zurigo 2024 - In linea Under-23: 47º

### Competizioni continentali
- Campionati europei su strada

Trento 2021 - Cronometro Junior: 43º
Trento 2021 - In linea Junior: ritirato
Drenthe 2023 - Cronometro Under-23: 25º
Drenthe 2023 - In linea Under-23: 39º
Limburgo 2024 - Cronometro Under-23: 24º
Limburgo 2024 - In linea Under-23: 27º
- Campionati europei su pista

Apeldoorn 2021 - Scratch Junior: 10º
Apeldoorn 2021 - Corsa a eliminazione Junior: 14º
Apeldoorn 2021 - Inseguimento individuale Junior: 18º
Apeldoorn 2021 - Omnium Junior: 19º
Apeldoorn 2021 - Corsa a punti Junior: 11º